# 7月5日 (渋谷すばるの曲)
『7月5日』（しちがついつか）は、渋谷すばるの楽曲。2022年9月7日にWorld artから2作目の配信限定シングルとして配信リリースされた。

## 概要
- 前作『人』から約2年2か月振りのリリース。
- 4か月連続[注 1]配信限定シングルリリースの第1弾[1]。
- 本曲の作詞・作曲・編曲は全て渋谷自身が担当している[2]。
- 本曲は、渋谷が久しく使っていなかったギターを突然弾きたくなりメンテナンスに出した日が、数年前にメンテナンスに出したのと同じ「7月5日」だったと発覚した事から生まれた楽曲である[3][2]。
- 本曲は、抑制の効いた平歌と、解放感や濃密な感情が一緒に広がるサビのコントラストが印象的な楽曲であり[4]、「あの日の君とこれからの君が失くした日々を見失わずに歩けるように」という想いが込められたバラードとなっている[5][6]。
- 自身のライブツアー『渋谷すばる LIVE TOUR 2022 二歳と1328日』でライブ初披露され、同ツアーのラストで聴かせたいとの想いから制作された[5][6]。
- 2023年8月16日に発売された1stミニアルバム『ALPACA 5』で、本曲がCDに初収録された[7][8][9][10][11][12][13]。

## 制作
基本的に渋谷の楽曲制作のスタンスは「曲を作ってまとめてアルバムにしよう」というものではなく、「良い曲が出来たからリリースしようかな」というものであり、テーマやリリース時期を決めずに制作をする事が多いという。しかし、本曲の場合は「そろそろライブがあるから、こういう曲があったら良いのではないか」という事を想定して制作された。
自身のライブツアー『渋谷すばる LIVE TOUR 2022 二歳と1328日』を行う前に同ツアーのラストに聴かせたいとの想いから、「今のバンドメンバーと一緒にお客さんの前で演奏する」という事をイメージして制作された。また、本曲の制作が同ツアーの開幕前だったため、「ツアーで何曲目にやりたいな」とセットリストを意識しながら制作していたという。
自身は2022年9月から2023年1月にかけて、本曲を始めとした配信限定シングルを5作連続でリリースしたが、「配信で1曲ずつリリースする」という事に対して、「アルバムという考え方が嫌」という事ではなく、リスナーがアルバム単位で聴くよりも、楽曲が流れて来て気になった楽曲を「良いなこの曲、ちょっと聴いてみようかな」という感覚で気軽に聴く風潮が出来てると感じており、「（変化する時代の）良い所はどんどん使った方が良いのではないか」と考え、このリリース形態になったという。
また、円盤でのフィジカルリリースだと「出来立てホヤホヤをすぐにリリースする」というタイム感では出来ないため、「熱の高い時期にどんどん出していってみようかな」という考えに至ったといい、渋谷自身の中でも1つの挑戦だったという。一方で、1stミニアルバム『ALPACA 5』で本曲がCD初収録となる際には、「配信だけじゃなく、（CDとして）手に取ってもらえたら嬉しい」「そこでまた楽しんでもらえるのが一番良い」とも語っている。
この連続配信リリース行った事で、渋谷自身の中で音楽のリリースの仕方や流れなど、勉強になったこともあったという。また、自身がレコードを聴く事が好きなため、「出来ることなら全曲をアナログで出したいくらい」というが、「"CDが売れない"と言われる時代に、大切に聴いて貰える様なリリースの仕方があったらいいな」という事も考えているという。
歌詞を書き始めた17歳や18歳頃は「自分の感情を吐き出す」という様な制作方法を取っていたが、本曲や「Stir」を始めとした連続リリースの楽曲はそういう感覚ではなく、「何を伝えるべきかな？」という事を深く考えながら制作したという。また、これまでは自身のファンに向けて自分の気持ちを発信する事が多かったが、独立してからの数年で音楽フェスティバルに多数出演し、様々なミュージシャンなどと接する様になった事で今まで見えていなかった事も見え、「もっと広いところまで届く事を歌っていけたら良いな」と考える様になったという。その一方で、様々な考えを持つ人間が居る中で、「（そういう人たちそれぞれに）届けられる音楽や歌詞ってどういうものなんだろう？」という事も考える事が出来たという。

## プロモーション
- 2022年7月5日、本曲制作のきっかけとなる[2]、渋谷が久しく使っていなかったギターの写真を自身のInstagramに投稿した[3]。
- 同年8月22日、本曲の配信リリースおよび4か月連続リリース[注 1]を行う事を発表し、ジャケット写真も共に解禁された[1]。
- 同年9月7日、本曲が配信限定シングルとしてリリースされた[1]。
  - 同日には、本曲のティザー映像がYouTubeで公開された[17]。
- 同年9月14日 - 11月6日、ライブツアー『渋谷すばる LIVE TOUR 2022 二歳と1328日』でライブ初披露された[5][6]。
- 2023年8月16日、1stミニアルバム『ALPACA 5』にて、本曲がCD初収録された[7][8][9][10][11][13][12]。
- 同年8月29日、『ALPACA 5』の発売記念イベント『『ALPACA 5』ライブイベント』でのライブ映像がYouTubeおよびTikTokで公開された[18]。

## 収録曲
1. 7月5日 - [6:50]
作詞・作曲・編曲：渋谷すばる

## 収録作品

### アルバム
- 1stミニアルバム『ALPACA 5』